# Batalla de Cepeda (1820)
La batalla de Cepeda fue un enfrentamiento militar ocurrido el 1 de febrero de 1820, en el contexto de las guerras civiles argentinas. Fue la primera de dos llevadas a cabo en la cañada bonaerense del arroyo Cepeda (afluente del Arroyo del Medio que divide las provincias de Buenos Aires y Santa Fe, a unos 5 km al este del pueblo de Mariano Benítez 33°23′53″S 60°37′26″O (norte de la provincia de Buenos Aires). 
En ella se enfrentaron los unitarios y federales. Los primeros encabezados por el director supremo de las Provincias Unidas del Río de la Plata, José Rondeau, y los segundos por los caudillos y gobernadores de Santa Fe, Estanislao López, y Entre Ríos, Francisco Ramírez; estos últimos también eran lugartenientes de José Gervasio Artigas y eran apoyados por el líder chileno exiliado, José Miguel Carrera. 
Fue un combate muy breve, por lo que se le apodó como la batalla de los Diez Minutos, y finalizó con una completa victoria federal. Entre sus consecuencias estuvieron la disolución del Directorio y el Congreso Nacional, y el comienzo de la Anarquía del Año XX, en donde surgieron las autonomías provinciales. El país quedó desde entonces integrado por trece provincias autónomas.

## Antecedentes
Había un gran descontento en las provincias del interior con Buenos Aires y su puerto, que había gobernado a las Provincias Unidas del Río de la Plata surgidas a partir de la Revolución de Mayo, sin tener en cuenta su voluntad. La principal exigencia de los líderes del Partido Federal era que cada provincia se gobernara a sí misma, y juntas formaran una federación. 
Finalmente, las insurrecciones contra el gobierno del Directorio (gobierno central) de Buenos Aires comenzaron en 1814, bajo el mando del caudillo de la Banda Oriental, José Gervasio Artigas. Estas rebeliones se extendieron a varias provincias hasta formar la Liga Federal, aunque nunca llegó a entenderse como un gobierno central. Para 1816, las provincias litorales de Entre Ríos, Santa Fe, Corrientes y Misiones se sumaban a la Banda Oriental, actuando con independencia del Directorio. Durante varios años Santa Fe y Entre Ríos sufrieron varias invasiones del gobierno porteño, pero la situación no cambió. Estas revueltas interrumpieron los planes del Directorio respecto a la guerra de independencia de la Argentina contra los realistas al restar importantes fuerzas tanto al Ejército Auxiliar del Perú, como al Ejército de los Andes.
El rey de Portugal, que residía en Brasil, aprovechó los enfrentamientos internos para anexarse a su territorio la Banda Oriental (actual Uruguay), invadiéndola a principios de 1817 y ocupando su capital, Montevideo. El gobierno de Buenos Aires no hizo ningún esfuerzo serio para defender a Artigas, quien les acusaba de apoyar la invasión lusobrasileña.
El 25 de mayo de 1819, el Congreso Nacional, sesionando en Buenos Aires, sancionó la Constitución Argentina de 1819 que otorgaba amplios poderes al gobierno central y restringía la autonomía de las provincias de tomar decisiones sobre sus propios asuntos. En respuesta, Artigas y los demás caudillos acordaron dejar de negociar con el Directorio y atacar la capital. Por encargo del líder oriental, las fuerzas entrerrianas se trasladaron a Santa Fe, y desde allí marcharon sobre Buenos Aires. Durante el tiempo transcurrido entre la sanción de la Constitución y la batalla de Cepeda, se separaron del gobierno central las provincias de Tucumán y Cuyo, además la de Salta era una especie de aliada independiente del Directorio.

## Fuerzas enfrentadas

### Federales
El ejército federal se componía de 600 a 700 enterrianos al mando de Ramírez, 500 a 600 santafesinos de López (formados sobre la base de su Guardia de Dragones) y 300 a 400 correntinos y guaraníes, estos últimos se organizaban en un escuadrón al mando del capitán irlandés Pedro Campbell. El contingente de Ramírez incluía una escolta de aventureros extranjeros como José Miguel Carrera. A la hueste se le sumaban 600 abipones y guaicurúes del Chaco Austral al mando de Luis Manuel Aldao, antiguo jefe de armas de Santa Fe. Ambas tribus chaqueñas, desde 1816, a cambio de guerreros obtuvieron permiso de fundar una colonia cerca del campamento de Purificación. Sin embargo, Ricardo Levene eleva la cifra a 3.000. En cambio, Benjamín Vicuña Mackenna los reduce a 1.000.

### Unitarios
El ejército unitario incluía el batallón Aguerridos y 3º de los Tercios Cívicos, este último formado principalmente por negros. Su caballería eran originalmente los Dragones de la Patria, blandengues y voluntarios de la frontera a los que se sumaron durante la marcha milicias de la provincia en Arroyo del Medio, traídas por el general Rodríguez y el coronel Perdriel; también tenían una batería de artillería. Bartolomé Mitre los estima en 1.000 jinetes y 800 a 900 infantes.
En cambio, Vicuña Mackenna los eleva a 3.000.

## Batalla
El 8 de enero de 1820 se produjo el motín de Arequito, en que el Ejército del Norte, llamado por el Director Supremo José Rondeau para ayudarlo, se sublevó para no ser obligado a luchar en una guerra civil. De todos modos, Rondeau enfrentó a los federales con la guarnición de la capital. Aparentemente, tenía a su favor la ventaja de que el ejército federal estaba íntegramente compuesto de caballería. 
Las fuerzas porteñas se movilizaron con rapidez e invadieron la provincia de Santa Fe antes de que los federales llegaran a Buenos Aires. Rondeau ocupó el borde sur del bañado conocido como Cañada de Cepeda , y esperó allí a sus enemigos. Rondeau formó su ejército en una disposición clásica, con la caballería en los flancos y la infantería y la artillería al centro; protegiendo sus espaldas quedaba la larga formación de carretas. Una posición muy difícil de romper si el enemigo atacaba de frente. Pero en medio de la llanura, los federales no estaban obligados a hacerlo, justamente porque sus tropas eran puramente de caballería.
En el bando federal, López era el gobernador de la provincia en que se combatía, pero aparentemente dejó el mando de las operaciones de la batalla a Ramírez. El santafesino era experto en acciones de guerrilla, pero el entrerriano había demostrado ser muy capaz en las batallas.
A las 8:30 horas los jefes federales cruzaron al galope la Cañada de Cepeda, rodearon el dispositivo y se pusieron a sus espaldas. De inmediato atacaron a la caballería, mientras la infantería trataba de asomarse entre los carros y los cañones aún apuntaban para el otro lado. La batalla duró aproximadamente diez minutos, y la huida de la caballería unitaria arrastró a Rondeau. Los infantes formaron dos cuadros defensivos y rechazaron varias cargas por tres horas. El resto del ejército (casi mil hombres) debió retirarse hacia San Nicolás de los Arroyos (a orillas de río Paraná, a 60 km de distancia) y embarcarse de regreso a Buenos Aires, dirigido por el general Juan Ramón Balcarce.

## Consecuencias
Inmediatamente de producida la batalla, todo el norte del territorio de Buenos Aires fue invadido por los caudillos, que llegaron en pocos días a los alrededores de Buenos Aires. Conocida la victoria de los federales, el jefe del ejército de campaña de Buenos Aires, Miguel Estanislao Soler, junto a todos los restantes oficiales que lo integraban, exigió la disolución del Congreso Nacional y la deposición del Director Supremo como único medio de lograr la paz.
El Congreso se reunió por última vez bajo la presidencia del doctor José Miguel Díaz Vélez y decidió su disolución manifestando sus representantes que: «...ceden a la intimación que se les hace, entendiendo que en esto los firmantes de la misma, obran autoritariamente». Por su parte, el 11 de febrero, Rondeau renunció a su cargo ante el Cabildo porteño indicando que lo hacía: «Deseoso de propender en cuanto esté de mi parte al bien de mis conciudadanos y no queriendo ser un obstáculo para que la paz vuelva a reinar en el país, deposito la suprema dirección del Estado que he desempeñado hasta ahora en manos de V.E.». De esta forma se disolvieron las autoridades nacionales. El Cabildo ejerció el gobierno de Buenos Aires hasta que se designó un gobernador y capitán general.
La sucesión del poder en Buenos Aires se vio enmarcada por gobiernos provisorios. El primer gobernador autónomo, Manuel de Sarratea, ascendido al poder con la protección de los federales, firmó con ellos el Tratado del Pilar. Por el mismo, la provincia reconocía a las demás el derecho de darse su propio gobierno y daba por extinguido al Congreso Nacional. Pero la anarquía continuó en la capital hasta que en septiembre fue nombrado Martín Rodríguez gobernador. La estabilidad y progreso de su gobierno se logró a costa de aislar a la provincia del resto del país. 
Mientras tanto, las provincias se gobernaron a sí mismas como entidades autónomas a la manera de una confederación, más allá de las poderosas influencias que tuvieron algunos caudillos, que gobernaron sobre coaliciones de varias provincias. Pese a varios efímeros esfuerzos por reunificar el país, entre los que se destaca la presidencia de Bernardino Rivadavia de 1826 a 1827, la Argentina no se volvió a unificar hasta después de la caída del gobernador de la provincia de Buenos Aires, Juan Manuel de Rosas, y la rápida sanción de la Constitución Argentina de 1853. Buenos Aires recién se unió definitivamente en 1861.